# 庫魯擬白魚
庫魯擬白魚（学名：Alburnoides kurui）為輻鰭魚綱鯉形目雅羅魚科擬白魚屬的其中一種，分布於亞洲土耳其Yeşilırmak河流域，體長可達9公分，棲息在水質清澈、流動、礫石底質的河川底中層水域，生活習性不明。

## 扩展阅读
維基物種上的相關：庫魯擬白魚